# Tkankowce właściwe
Tkankowce właściwe, wielokomórkowce właściwe (Eumetazoa) – klad obejmujący zwierzęta, u których występuje tkanka mięśniowa i nerwowa oraz wykształciły się dwa pierwsze listki zarodkowe (ektoderma i endoderma). Zaliczane są do niego wszystkie zwierzęta poza nibytkankowcami (Parazoa). Ze względu na niejasne pokrewieństwo płaskowców (Placozoa) z innymi typami zwierząt niektórzy autorzy nie zaliczają również tej grupy zwierząt do tkankowców właściwych.
Eumetazoa są zwykle klasyfikowane w randze podkrólestwa (subregnum). Ze względu na symetrię ciała dzielone są na:
- Radiata – promieniste
- Biradiata – dwupromieniste (wyodrębniane w klasyfikacjach opartych na hipotezie jam ciała)
- Bilateria – dwubocznie symetryczne

Promieniste (Radiata) i dwupromieniste (Biradiata) tradycyjnie opisywane były jako jamochłony. Ich pokrewieństwo jest jednak dalekie. Biradiata coraz częściej traktowane są jako grupa siostrzana dla Bilateria i – w klasyfikacjach opartych na filogenezie – przedstawiane są jako takson Ctenophora – żebropławy.